# Jérémy Roy
Jérémy Roy (Tours, 22 de junio de 1983) es un ciclista francés que fue profesional de 2003 a 2018.

## Biografía
Terminó su carrera amateur en agosto de 2003 con un título de vicecampeón de Europa en Atenas. A continuación, pasó al profesionalismo en el Française des Jeux.
Jérémy Roy es un corredor atípico. Anteriormente en su carrera, estudió ingeniería en el Instituto Nacional de Ciencias Aplicadas de Rennes, y fue graduado en ingeniería mecánica y automatizada en 2007, acabando su carrera como primero de su promoción.
Tras sus estudios, obtuvo su primera victoria profesional el 12 de marzo de 2009 en la quinta etapa de la París-Niza, al ganar a su compañero de escapada Thomas Voeckler.
Recibió el premio de la combatividad en el Tour de Francia 2011, tras meterse en numerosas escapadas, quedándose cerca de la victoria en la 13.ª etapa entre Pau y Lourdes.
Al final de la temporada 2018 anunció su retirada del ciclismo tras dieciséis temporadas como profesional y con 35 años de edad. Su última carrera fue la Chrono des Nations.

## Palmarés
2009
- 1 etapa de la París-Niza

2010
- Tro Bro Leon

2011
- Gran Premio Ciclista la Marsellesa
- Premio de la combatividad del Tour de Francia

2012
- 2.º en el Campeonato de Francia Contrarreloj
- 1 etapa del Tour de Limousin

2013
- 2.º en el Campeonato de Francia Contrarreloj

## Resultados en Grandes Vueltas y Campeonatos del Mundo
| Carrera              | Carrera              | 2003 | 2004 | 2005 | 2006  | 2007  | 2008  | 2009 | 2010  | 2011 | 2012 | 2013  | 2014 | 2015  | 2016 | 2017 | 2018  |
| -------------------- | -------------------- | ---- | ---- | ---- | ----- | ----- | ----- | ---- | ----- | ---- | ---- | ----- | ---- | ----- | ---- | ---- | ----- |
|                      | Giro de Italia       | —    | —    | —    | —     | —     | 82.º  | —    | —     | —    | —    | —     | —    | —     | —    | 73.º | 109.º |
|                      | Tour de Francia      | —    | —    | —    | —     | —     | 118.º | 48.º | 143.º | 86.º | 66.º | 126.º | 57.º | 105.º | 96.º | —    | —     |
|                      | Vuelta a España      | —    | —    | 82.º | 122.º | 104.º | —     | —    | —     | —    | —    | —     | —    | —     | —    | —    | —     |
| Mundial en Ruta      | Mundial en Ruta      | —    | —    | —    | —     | —     | —     | —    | —     | —    | Ab.  | —     | —    | —     | —    | —    | —     |
| Mundial Contrarreloj | Mundial Contrarreloj | —    | —    | —    | —     | —     | —     | —    | —     | —    | 18.º | 29.º  | —    | —     | 34.º | —    | —     |

—: no participa

Ab.: abandono

## Equipos

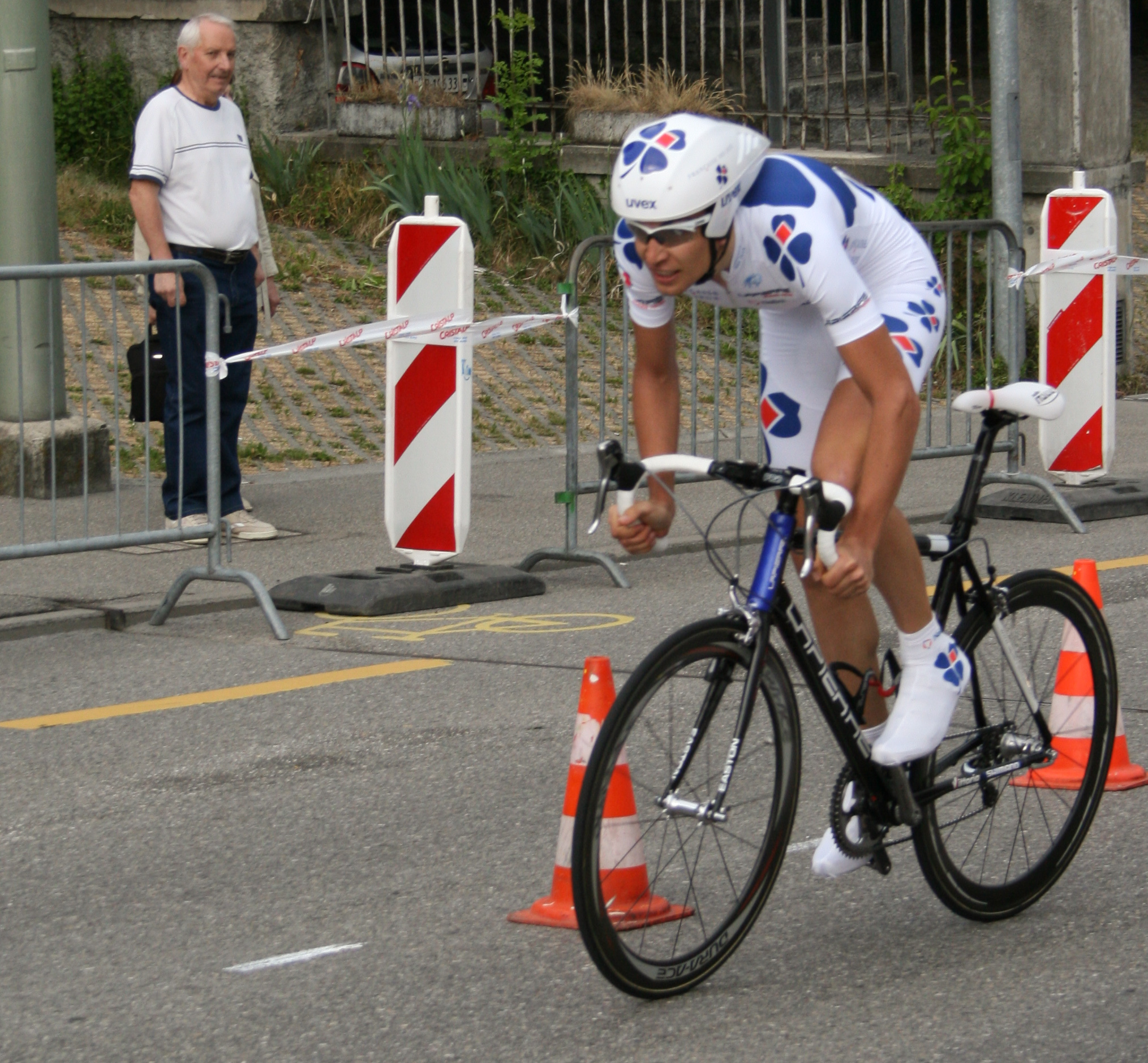
Jérémy Roy en el Tour de Romandía de 2007.

- Française des Jeux (2003-2018)
  - FDJeux.com (2003)
  - Fdjeux.com (2004)
  - Française des Jeux (2005-2010)
  - FDJ (2010-2011)
  - FDJ-Big Mat (2012)
  - FDJ (2013-2018)
  - Groupama-FDJ (2018)